# Ctenopteris humbertii
Ctenopteris humbertii là một loài thực vật có mạch trong họ Polypodiaceae. Loài này được (C. Chr.) Tardieu miêu tả khoa học đầu tiên năm 1959.